# Індре Війдефйорден
Національний парк Індрі-Війдефйорден (норв. Indre Wijdefjorden nasjonalpark) — природоохоронна територія у Норвегії, що розташована на території архіпелагу Шпіцберген, в центрально-північній частині острова Західний Шпіцберген. Територія парку охоплює південний край Війдефйорда і прилеглі до нього околиці, загальна площа парку становить 1127 км², з яких на водну поверхню припадає 382 км², а 745 км² — на сушу.

## Флора
Обидва узбережжя Війдефйорда вкриті альпійською степовою рослинністю, в якій переважають трави. Це обумовлено надзвичайно низькими опадами. У районі фіорду є унікальна рослинність, що не збереглася в інших районах Шпіцбергену. Це єдине в Європі місце де росте Puccinellia svalbardensis, Gentianella tenella та Kobresia simpliciuscula. З великих фіордів на Свальбарді Війдефйорд найменше постраждав від людської діяльності, хоча на Австрійських островах була побудована мисливська станція.

## Фауна
У парку гніздяться гуменник короткодзьобий та куріпка тундрова. Зі ссавців тут також можна зустріти білого ведмедя, північного оленя і песця.